# Frank și robotul
Frank și robotul  (titlu original: Robot & Frank) este un film SF american din 2012 regizat de Jake Schreier (debut regizoral) după un scenariu de Christopher D. Ford. Rolurile principale au fost interpretate de actorii Frank Langella,  Susan Sarandon, Peter Sarsgaard,  James Marsden și  Liv Tyler.

## Prezentare
Amplasată în viitorul apropiat, povestea filmului se concentrează asupra lui Frank Weld, un hoț de bijuterii ajuns la bătrânețe, care este interpretat de Frank Langella, și al cărui fiu, Hunter, îi cumpără un robot de casă. Reticent la început, Frank se „împrietenește” până la urmă cu robotul după ce își dă seama că îl poate folosi pentru a-și reîncepe cariera de spărgător.

## Distribuție
- Frank Langella ca Frank Weld
- Susan Sarandon ca Jennifer
- Peter Sarsgaard ca Robotul (voce)
- Rachael Ma ca Robot (corp)
- James Marsden ca Hunter Weld, fiul lui Frank
- Liv Tyler ca Madison Weld, fiica lui Frank
- Jeremy Strong ca Jake
- Jeremy Sisto ca Șerif Rowlings[3][4]
- Katherine Waterston ca Fata de la Magazin
- Ana Gasteyer ca Doamna de  la Magazin
- Joshua Ormond ca Flattop